# مطبخ بحريني
تميز المطبخ البحريني منذ القدم بغناه بالأطباق المستوحاة من البيئة المحلية والمتأثرة في الوقت نفسه بالمناطق المجاورة مثل إيران والهند والعراق وعمان والمملكة العربية السعودية واليمن.
تدخل العديد من المكونات الغذائية في المطبخ البحريني، فبحكم قرب البحرين من إيران والعراق والهند وبحكم وقوعها على طرق التجارة بين هذه البلدان فقد دخلت المكونات الغذائية من تلك البلدان إلى البحرين وإلى باقي دول الخليج العربي، كما تأثر المطبخ البحريني كثيراً بالبيئة البحرية التي تحيط بالجزيرة الصغيرة، إضافة إلى تأثرها بالبيئة الصحراوية التي تتميز بها والتي تعتبر امتداداً لصحراء شبه الجزيرة العربية. ومن أبرز تلك المكونات: الأرز، والسمك، واللحم، والبهارات، والتوابل، والقهوة، والزعفران والتمر.

## أطباق الأرز
أُدخل الأرز إلى المنطقة منذ مئات السنين، وذلك عبر التجارة مع الهند ودول شرق وجنوب شرق آسيا. وسرعان ما تحول الأرز إلى الوجبة الأشهر في البحرين والمنطقة ككل بسبب وفرته وسهولة تحضيره حيث لا يحتاج إلى أفران أو معدات خاصة كما هو الحال مع الخبز، فكان يصلح للتناول حتى فوق أسطح سفن الغوص التي كانت تمخر عباب بحر الخليج العربي باحثة عن اللؤلؤ في أعماقه.
ومن أشهر أطباق الأرز المعروفة في البحرين "المجبوس"، وهو يقدم عادة مع اللحم، أوالسمك، أوالدجاج أوالروبيان، ويتميز هذا الطبق باستخدام الليمون الأسود والفلفل الأسود فيه بكثرة وهو مختلف في طعمه ومكوناته عن «الكبسة» السعودية رغم التشابه في الشكل واللون.
ويعتبر «المحمَّر»، وهو نوع آخر من أطباق الأرز والذي يتكون من أرز محلى بالتمر أوالسكر، من أطباق الأرز المميزة في البحرين والذي يقدم دائماً مع السمك المقلي وخصوصاً سمك الصافي البحريني.
ومن المكونات الهامة الأخرى للطعام البحريني أسماك الخليج العربي، وأهمها الهامور الذي يقدم مشوياً أو مقلياً أو مدخناً. ومن الأسماك المحلية الأخرى الصافي والكنعد والسبيطي.
ومن الأطعمة المستحبة في البحرين ما يسمى بالقوزي، ويتكون من لحم ضأن مشوي يقدم مع الأرز والبيض المسلوق والبصل والتوابل، ورغم تشابهه مع القوزي العراقي إلا أنه يختلف من حيث نوعية البهارات المستخدمة.
وتوجد أنواع أخرى من الأطباق التي يدخل في تكوينها الرز بشكل أساسي مثل «المصلي» ويسمى كذلك «في قاعته» وهو رز مطبوخ مع الدجاج أواللحم أوالسمك أوالجمبري المعروف محلياً بـ «الروبيان»، تُطهى المكونات مباشرة في القدر وقد سمي هذا الطبق بهاذين الإسمين لأن «الإيدام» وهو ما يطبخ مع الرز من مكونات أخرى يُطهى في قاع القدر فيكتسب نكهة مميزة تختلف عن باقي الأطباق.
كذلك اشتهر في البحرين طبق البرياني البحريني المقتبس من البرياني الهندي والذي يحتوي على الرز على الطريقة الهندية مع إضافة بعض خلطات البهار البحرينية، كما يتميز البرياني البحريني عن الهندي بأن الدجاج أواللحم يُطهى بشكل أكثر من نظيره في النوع الهندي من البرياني. وغالباً ما يكون البرياني البحريني خالياً من الفلفل الحار المستخدم في تحضير البرياني الهندي.
ومن الأطباق القديمة المعروف في البحرين والذي يشترك فيها المطبخ البحريني مع المطبخ الكويتي طبق «المموّش» وهو يشبه «المجبوس» في لونه وطعمه إلا أنه يضاف إليه الماش وهو نوع من البقوليات وقد يضاف إليه أحياناً الروبيان الصغير المجفف.
وفي السنوات الأخيرة ظهر طبق يسمى «المدلل» وهو رز يطهى مع الأعشاب فيكتسب اللون الأخضر ثم يقدم مع الدجاج المقطع قطعاً صغيرة مع إضافة نوع خاص من الزبدة الرائبة تعد خصيصاً لهذا الطبق. ويعد هذا الطبق من الأطباق المستحدثة التي لم تكن موجودة في البحرين مسبقاً إلا أنه لقي شهرة واسعة لدى البحرينيين.
ووجبة «المبلّح» كانت وجبة مشهورة في السابق ولكنها أصبحت نادرة التحضير في هذا الوقت، وهي عبارة عن سمك منتوف يقدم مع الأرز.
أما الرز الأبيض الخالص المعروف بـ «الشيلاني» فهو أرز أبيض مسلوق مضاف إليه الملح والقرنفل الأسود أو ما يسمى محلياً بـ «المسمار»، وكذلك تضاف إليه أعواد القرفة أو ما يعرف محليّاً بـ «الدارسين». يقدم عادة مع وجبة السمك المقلي أوالمشوي كما يكون مصاحباً لوجبة الصالونة أو حساء العدس الثخين المعروف محلياً بـ «الدال»

### وجبات أخرى تقدم مع الأرز
وتشتهر في البحرين كذلك وجبة «الصالونة» وهي حساء ثخين مكون من مجموعة من الخضار مثل البطاطا والطماطم والبامية والقرع مضافاً إليه الدجاج أواللحم أوالسمك أوالروبيان. وتقترب الصالونة من طبق المسالا الهندي من حيث الطعم. وعند إضافة الصالونة إلى الخبز البحريني المنتوف والمقطع إلى أجزاء صغيرة تصبح لدينا وجبة جديدة هي وجبة «الثريد» وهي من الوجبات الرئيسية في وجبة الإفطار الرمضاني البحريني، وإذا تمت إضافة الصالونة إلى خبز «الرقاق» فحينها تصبح لدينا وجبة «المرقوق». تقدم الصالونة عادة مع الأرز الشيلاني الأبيض لتكوّن معه وجبة غداء مميزة.
ومن الوجبات البحرية المشهورة في البحرين وجبة «القباقب» وهي تتكون من نوع خاص من سرطان البحر يتم طهيه في القدر مع إضافة بعض البهارات ويقدم مع الأرز «الشيلاني» الأبيض، وأيضاً هناك وجبة «الخثاق» وهو حبار البحر الذي يُطهى جيداً لتليين لحمه القاسي ويقدم على شكل وجبة «صالونة» أو «ناشف» والناشف هي نفسها الصالونة ولكن يتم استخدام قدر أقل من الحساء فيها. وتقدم وجبة الخثاق كذلك مع الأرز الشيلاني.

### وجبات خالية من الأرز
اشتهرت وجبة الهريسة في البحرين منذ القدم فهي عبارة عن عجينة من اللحم والحبوب الخاصة بهذا الطبق تسمى «حب الهريس» ويضاف إليها السمن أوالدهن العداني؛ وهو زيت يستخرج من اللحوم الحمراء. وتُعجن الهريسة في قدر خاص مخروطي الشكل لا يستعمل إلا لهذه الوجبة، وتستعمل «المضرابة» وهي أداة خشبية تشبه مجداف القارب ولكنها أصغر بكثير، ولا يُتقن عجن الهريسة بهذه الأداة إلا بمهارة خاصة تتقنها ربات البيوت في البحرين. وفي الفترة الأخيرة أُستخدم الدجاج في الهريسة في بعض الأحيان بدلاً من اللحم كنوع من التطوير لهذه الوجبة
وتشبه «المضروبة» وجبة «الهريسة» من حيث الشكل واللون إلا أنها لا تطبخ في قدر خاص بها ولا تستخدم لها أداة خاصة لعجنها، وهي تعجن مع الطماطم والدجاج بدلاً من اللحم.
ومن الوجبات الخفيفة الغنية بالمكونات وجبة «الشّلة» وهي حساء ثخين مكون من نوع معين من البقوليات مع اللحم والأعشاب تكتسب بهذه المكونات طعماً خاصاً مميزاً، وهي وجبة فارسية الأصل.
ومن الأكلات الشعبية المعروفة في البحرين وجبة «الباجة» وهي أكلة عراقية في الأصل تتكون من اللحم والخبز المنقوع في المرق وتقدم مع الليمون والبصل، ولكن تم جلبها إلى البحرين وتميزت بها بعض المطاعم الشعبية التي صارت لها شهرة بهذا النوع من الوجبات بالذات. تختلف وجبة الباجة عن باقي أطباق المطبخ البحريني في أنها لا تحتوي على الكثير من البهارات، وتحتوي على الكثير من الدهون والدسم لذلك يفضل الكثير من البحرينيين تناولها في بداية النهار لتفادي عسر الهضم الذي يمكن أن تتسبب به هذه الوجبة الدسمة إذا تم تناولها ليلاً.

## الإفطار الصباحي البحريني
وجبة الإفطار الصباحي في البحرين تتميز بعدة أطباق من أهمها «البلاليط» وهي تشبه المكرونة الطويلة إلا أنها أنحف وتقدم مع البيض المقلي. وهناك وجبة «خبز المهياوة» وهو نوع خاص من الخبز يتميز بطراوته ونحافته ويتم رشه بصلصلة المهياوة. وفي البحرين لا يكتمل الإفطار الصباحي إلا مع كوب من الشاي المخلوط بالحليب والذي يسمى أيضاً بـ «الكرك». كما يكثر تناول «السمبوسة» وهي مكونة من غلاف رقيق محشو بالخضار أو الجبن أو البطاطا ويتم لفها على شكل مثلث ويتم قليها في الزيت وتناولها منفردة أو مع خبز «الجباتي» بنوعيه الأبيض أو الأحمر.
أما في وجبة العشاء، فتشتهر التكة البحرينية المميزة فهي من أكثر ما يميز المطبخ البحريني عن غيره، فالتكة البحرينية هي عبارة عن قطع صغيرة من اللحم يتم تخميرها مع البهارات والتوابل والليمون الأسود ثم يتم شكها في أسياخ معدنية معدة خصيصاً لها ثم يتم شيّها على الفحم النباتي فتكتسب طعماً مميزاً ولذيذاً ويتم تقديمها مع الخبز البحريني والخضروات التي تتكون عادة من البقل «الكراث» والرويد والجرجير والبصل والليمون والفلفل الأخضر الحار.

## وجبات جانبية
ومن الوجبات الخفيفة المشهورة في البحرين والتي يزداد الإقبال عليها في شهر رمضان الكريم وجبة الكباب البحريني وهو مختلف تماماً عن أنواع الكباب الأخرى حيث أن الكباب البحريني هو عبارة عن عجينة من الدقيق والخضار ولا يدخل في تكوينه اللحم أو الدجاج ولكن قد يعجن أحياناً مع الروبيان، ويُصب في الزيت المغلي، ثم يتشكل على شكل فطائر صغيرة، وهو لا يشوى مثل الكباب المعروف.
وهناك أيضاً الكبة البحرينية أو «الجبّة» وهي عجينة من الدقيق يتم حشوها باللحم المفروم أوالروبيان المفروم مع البصل المطبوخ والخضروات ويتم طهيها في الفرن وتقدم مع صلصة خاصة.

## الحلويات
من أشهر الحلويات في البحرين الحلوى البحرينية وأشهرها حلوى شويطر، التي تنسب إلى إحدى العائلات البحرينية التي اشتهرت بصناعتها منذ حوالي 150 عاماً، وهي حلوى تشبه الجيلي وتصنع من نشا الذرة الزعفران المكسرات.
كذلك تعد الزلابية، وهي نوع خاص من الحلويات يتميز بلونه البرتقالي وطعمه الحلو المائل إلى الحموضة، من أنواع الحلويات التي تتميز بها البحرين، إضافة إلى «الخنفروش» وهو شبيه بالكباب إلا أنه يحتوي على البيض والسكر والدقيق والخميرة بدلاً من الخضروات والملح، و «العصيدة» وهي طبق العصيدة المعروف مضاف إليه البيض المقلي، و«الحسو» و «الساقو» و «قرص الطابي» و «الخبيصة» و «الرنقينة» التي تحتوي على الطحين والرطب، وكلها أنواع من الأطباق الحلوة الشائعة في البحرين.

## المخللات
تدخل المخللات ضمن مكونات المطبخ البحريني حيثُ تُنتج المخللات البحرينية محلياً في معامل خاصة أو في البيوت وهي تحتوي على مختلف أنواع الخضروات.

## أكلات شعبية قديمة
وهناك أطعمة شعبية بحرينية قديمة لا تلقى رواجاً في الوقت الحاضر رغم شيوعها في البحرين قبل عقود قليلة منها:
- الطريح: وهو عبارة عن صلصة معدة من أنواع صغيرة من السمك، وهو شبيه بالمهياوة إلا أن طعمه مختلف، ويشبه إلى حد ما الفسيخ المصري.
- المالح: وهو سمك مملح يتم تجفيفه تحت أشعة الشمس، وقد كانت هذه الطريقة تستخدم أساساً لحفظ الأسماك من التلف في الزمن الماضي حيث لم تكن الكهرباء والثلاجات الكهربائية متوفرة.
- الحويت: وهو نوع من الحلزونات البحرية المسلوقة، تُأكل منفردة أو مع الرز الأبيض.
- الصقوع: وهي أنواع من الأصداف والمحار تُسلق وتُأكل منفردة أو مع الرز الأبيض.

## الخبز البحريني
هناك عدد من المنتجات التي ينتجها المخبز البحريني الشعبي المعروف بـ «الخباز» من أهمها:
- خبز التنور: وهو أكثر أنواع الخبز شيوعاً وهو عبارة عن رغيف كبير يتميز بخفته وقلة سماكته وكثرة الفقاعات الهوائية فيه وأطرافه الطرية.
- الخبز الأسمر: وهو يشبه خبز التنور إلا أنه أصغر قليلاً ويصنع من الدقيق الأسمر.
- الخبز الكماجي: وهو أصغر حجماً من الخبز الأسمر وأكثر سُمكاً.
- الخبز الدبل: وهو نفسه خبز التنور ولكن من الحجم الكبير المضاعف.

كما تبيع المخابز الشعبية في البحرين بعض المنتجات الأخرى مثل الفول المسلوق «الباجلّة» والحمص المسلوق «النخي» وحبوب الفاصوليا المسلوقة «اللوبة»، إلى جانب «المهياوة» وهي صلصة خاصة تصنع من مسحوق السمك المجفف والزيت، يقال أن أصولها ترجع إلى العالم المسلم ابن سينا، واسم المهياوة مشتق من الكلمتين الفارسيتين «ماهي» والتي تعني السمك و «آبه» والتي تعني الماء.
كما توجد بعض المنتجات الأخرى التي تصنع في البيوت مثل خبز «الرقاق»، وهو خبز رقيق جداً يتكسر عند تناوله من شدة رقته يُخبز على الصاج المحلي المعروف بـ «التاوة»، وكذلك فطائر«الخمير» و «الزنجباري».

## المشروبات والعصائر
تشتهر في البحرين مجموعة من العصائر والمشروبات المحلية مثل:
- شراب الورد: وهو شراب مصنوع من الورد يضاف إليه السكر وقد يضاف إليه الحليب أحياناً.
- شربت لومي: وهو عصير الليمون الأخضر الصغير مضافاً إلى الماء والسكر.
- ماي اللقاح: وهو ماء يضاف إليه طلع النخل فيعطيه نكهة مميزة.
- الكركديه: وهو شراب يصنع من زهر الكركديه ويتميز بطعمه المائل إلى الحموضة ويقال أن له تأثير على ضغط الدم.
- ماي الناريل: وهو شراب يستخرج من ثمار جوز الهند.
- القهوة البحرينية: حيث تعد القهوة جزءاً أساسياً من واجب الضيافة لدى البحرينيين، وتصنع القهوة البحرينية في إناء يسمى الدلة وتقدم في فناجين من الخزف أو الزجاج. وتتميز القهوة البحرينية عن غيرها من أنواع القهوة في الخليج بأنها خفيفة رقيقة وليست ثخينة وتخلط أحياناً بالزعفران والقرنفل الأسود المعروف محلياً بـ «المسمار».
- جاي لومي: أو شاي الليمون وهو شاي أحمر مطبوخ مع الليمون الأسود وهو ما يكسبه طعماً مميزاً.